# Meeting Grand Prix IAAF de Dakar
Meeting Grand Prix IAAF de Dakar — международные легкоатлетические соревнования, которые в настоящее время являются одним из этапов IAAF World Challenge. Традиционно проходят на стадионе Леопольда Сенгора в Дакаре, Сенегал.
C 2006 года по 2010 год были этапом IAAF Grand Prix. До 2007 года проводились под названием Meeting International d'Athletisme de la Ville de Dakar, на них выступали преимущественно спортсмены из Африки.

## История
| Дата                | №    | Этап                      |
| ------------------- | ---- | ------------------------- |
| 29 апреля 2006 года | I    | этап IAAF Grand Prix      |
| 28 апреля 2007 года | II   | этап IAAF Grand Prix      |
| 17 мая 2008 года    | III  | этап IAAF Grand Prix      |
| 18 апреля 2009 года | IV   | этап IAAF Grand Prix      |
| 24 апреля 2010 года | V    | этап IAAF World Challenge |
| 28 мая 2011 года    | VI   | этап IAAF World Challenge |
| 2012 год            | —    | не проводились            |
| 12 июня 2013 года   | VII  | этап IAAF World Challenge |
| 2014 год            | VIII | ?                         |